# Strumigenys japonica
Strumigenys japonica  (лат.) — вид мелких муравьёв из подсемейства Myrmicinae. Восточная и Юго-Восточная Азия.

## Распространение
Вьетнам, Тайвань, Южная Корея и Япония. 

## Описание
Длина желтовато-коричневого тела около 2 мм. Отличается следующими признаками: голова полностью покрыта прижатыми мелкими лопатовидными волосками; жвалы короткие, треугольные; голова узкая, вытянутая, задний край без затылочной выемки. Хищный вид, охотящийся на мелкие виды почвенных членистоногих. Стебелёк между грудкой и брюшком состоит из двух члеников: петиолюса и постпетиолюса (последний четко отделен от брюшка), жало развито, куколки голые (без кокона). Специализированные охотники на коллембол. Вид был впервые описан в 1914 году по материалам из Японии. В дальнейшем несколько раз менял своё систематическое положение и именовался под названиями Smithistruma japonica (с 1948), Weberistruma japonica (с 1953), Pyramica japonica (с 1999) и снова Strumigenys japonica с 2007 года. Включён в состав  видовой группы Strumigenys leptothrix (Dacetini).